# Mosh36
Mosh36 (* 26. Dezember 1987 in West-Berlin; bürgerlich Shervin Rahmani, persisch: شروین رحمانی) ist ein deutscher Rapper iranischer Abstammung aus Berlin-Kreuzberg.

## Biografie
Mosh36 wuchs in Berlin-Kreuzberg auf als Sohn einer deutschen Mutter und eines iranischen Vaters, bis er 2008 nach Hamburg zog, wo er auf die Mitglieder der 187 Strassenbande traf. Mit Bonez MC machte er seine erste Aufnahme und trat anschließend regelmäßig auf deren Crewsamplern mit Gastbeiträgen in Erscheinung. Zusammen mit Said brachte er 2010 seine erste EP Jib ihm heraus, zwei Jahre später folgte das Debütalbum Moshroom. Weitere Bekanntheit erlangte er durch eine Tour mit Alpa Gun und einem Beitrag zum Remix von Chabos wissen wer der Babo ist von Rapper Haftbefehl. Im Herbst 2013 brachte Mosh36 seine zweite Albumveröffentlichung, das Mixtape BZ (für Berlins Zukunft), heraus. Damit erreichte er in den deutschen Albumcharts Platz 38. Am 20. Februar 2015 veröffentlichte er sein drittes Album Unikat, welches sich in den deutschen Charts auf Rang 7 platzierte. Am 15. Dezember 2016 wurde bekanntgegeben, dass Mosh36 bei PA Sports’ Label Life is Pain unterschrieben hat und über dieses ab sofort seine Musik veröffentlichen wird.
2017 veröffentlichte er sein fünftes Album DZ. DZ stieg auf Platz 25 der deutschen Albumcharts ein. Im Juni 2019 gab PA Sports bekannt, dass Mosh36 nicht mehr bei Life is Pain unter Vertrag steht. Am 9. April 2020 veröffentlichte er sein erstes Album seit der Trennung von Life is Pain mit dem Titel Forever Young.

## Diskografie
Alben
- Moshroom (Toprott Muzik, 2012)
- Unikat (Major Movez, 2015)
- Rapbeduine (Major Movez, 2016)
- DZ (Life is Pain, 2017)
- Forever Young (Vertigo/Capitol, 2020)
- Balance (WL Records, 2022)

Mixtapes
- BZ (Major Movez, 2013)

EPs
- Jib ihm (mit Said, 2010)
- Lucky No.7 (Major Movez, 2015)
- Moshhouse (WL Records, 2021)
- Moshpit (WL Records, 2021)

Sampler
- 187 Strassenbande (2009)
- 187 Strassenbande – Der Sampler II (2011)

Gastbeiträge
- 2011: Intro und Fleisch vs. Fleisch auf Der Sampler II von 187 Strassenbande
- 2011: Kopf oder Zahl auf Toxischer Beton von Fatal
- 2011: Die Hoffnung auf Said von Said (feat. Tierstar Andrez)
- 2011: Halte mich fest (feat. Said) und Kein Teil der Gesellschaft auf Abstand von AchtVier
- 2012: Wo wir leben auf Selbst ist der Mann von Skinny Al
- 2012: 36Style (feat. Zaza) und One8seven36 auf Panikreaktion von B-Lash
- 2012: Bermuda Dreieck auf Orgi Pörnchen 6 von King Orgasmus One (feat. PTK & Herzog)
- 2012: Ihr seid alle nicht wie wir auf Ein Gauner kommt selten allein von Fatal & Rico
- 2012: Typisch Kanacken von Nicone
- 2012: BOSS (feat. B-Lash) und Pyramide Auge auf Geschlossene Gesellschaft EP von AK Ausserkontrolle
- 2012: Sag mir auf was stehst du auf Authentic Athletic von Olexesh (feat. Veysel)
- 2012: Parallelen United Remix von Celo & Abdi (feat. MoTrip, Joka, Summer Cem, Favorite, Sentence, Animus, Milonair, Timeless, Liquit Walker, Toni der Assi, Bosca, Crackaveli, B-Lash, Massiv, Automatikk, Capo & Veysel)
- 2013: Chabos wissen wer der Babo ist (Remix) auf Blockplatin von Haftbefehl (feat. Milonair, Olexesh, Habesha, Abdi, Celo, Crackaveli, DOE, 60/60, Al-Gear & Veysel)
- 2013: In echt (feat. Gzuz & Veli) und Warenübergabe auf Aufstand von AchtVier
- 2013: Alles kommt zurück Tour 2013 von Alpa Gun
- 2014: Illegal auf Slum Dog Millionaer von Kurdo
- 2014: Iranis auf H.A.Z.E von PA Sports (feat. Fard)
- 2014: Köfte auf AMG von Milonair
- 2014: Die üblichen Verdächtigen auf Eine drogenlose Frechheit von Herzog
- 2014: Multikriminell auf Wieder mal angeklagt von Al-Gear
- 2015: 24 Std (Remix) auf Kurwa von Schwesta Ewa (feat. Olexesh, Al-Gear, MoTrip, DCVDNS, El Mouss & Emo33)
- 2015: Air Force One auf Intravenös von Dú Maroc
- 2015: Überfall auf Biographie eines Dealers von MC Bogy (feat. B-Lash)
- 2015: Wolfskin von Hasan.K
- 2015: Bezirk 13 auf Bezirk 13 von KALAШ
- 2016: Knolle für Knolle von Milonair (Videoversion)
- 2016: Teheran auf Irreversibel von Nazar (feat. Milonair)
- 2016: Knolle für Knolle auf Milominati von Milonair (feat. Olexesh)
- 2016: Hallo hier ist Lila auf Diebe im Gesetz von Kalazh44
- 2016: RICC¥ auf Malavita von Riccy
- 2017: Original auf Instinkt von Kianush (feat. PA Sports)
- 2017: Blangster (feat. Kianush & Moe Phoenix) und Bestie auf Verloren im Paradies von PA Sports
- 2017: Gangster Gangster auf Mr. F von AchtVier
- 2018: Netz der Arachne auf Flashback von Massaka
- 2018: 3eib auf NOA von Moe Phoenix
- 2018: Schnobi auf Warum so ernst EP von Achi der Entertainer (feat. Branka)
- 2018: Multikriminell 2 auf DVC von Al-Gear
- 2019: Push auf Safe von Kianush (feat. P.A.)
- 2019: Adrenalin auf Safe (All in EP) von Kianush
- 2019: Dito auf Emoetion von Moe Phoenix
- 2019: 021 auf Schwazer Schleier EP von Nazar
- 2020: Qzeng auf Ultimate von Anonym
- 2020: Auf der Hut 2 auf Diddy von AchtVier (feat. Herzog)
- 2020: Renn Renn von Hammad361 (feat. B3S)